# Foto de piauienses vendo TV pela primeira vez
A foto de piauienses vendo TV pela primeira vez trata de um registro fotográfico brasileiro considerado histórico no qual dezenas de piauienses aparecem assistindo à televisão pela primeira vez, muito embora o evento em si tenha reunido milhares de moradores do município brasileiro de Lagoa do Barro do Piauí, localizado no estado de Piauí. Trata-se do registro de dos moradores de Lagoa do Barro que, no dia 18 de novembro daquele ano, reuniram-se em uma escola local para assistir um episódio do seriado Chaves, que estava sendo transmitido pelo SBT via satélite.

## Contexto
O município brasileiro localizado no Piauí se emancipou politicamente de São João do Piauí apenas no ano de 1992 e, a fim de registrar oficialmente a chegada da televisão ao município no dia 18 de novembro de 1993, a agência W/Brazil fez uma parceria com SBT para que um episódio do Chaves fosse o primeiro programa a ser exibido para a população local.

## Repercussão
A marca Philco comprou o direito de uso da imagem do Estadão a fim de utiliza-la numa campanha publicitária na qual anunciava “Imagina a cara deles a hora que chegar o videocassete”. O anúncio ganhou o Prêmio de Criatividade e Publicidade 1993, promovido pela Folha de São Paulo. O Jornal do Brasil, do Rio de Janeiro, por sua vez, publicou um editorial assinado por Arthur Santos Reis no qual ele escreveu que...
| “                                                                         | Como exemplo de ingresso da pequena cidade na modernidade, não poderia ser mais patético. Tudo isto poderia ser apenas mais uma das curiosidades do Brasil, mas traz embutido um aspecto mais sério. Poderia ser um bom motivo para o SBT se envergonhar de sua programação medíocre, mas isto vem a confirmar a falência do sistema nacional de televisão educativas. | ” |
| — Arthur Santos Reis, então editor do Jornal do Brasil, do Rio de Janeiro | |   |